# Dir El Ksiba
Dir El Ksiba (franska: Dir El Ksiba (CR), Dir El Ksiba (Commune Rurale), arabiska: بوتفردة) är en kommun i Marocko.   Den ligger i provinsen Béni Mellal och regionen Béni Mellal-Khénifra, i den nordöstra delen av landet, 180 km söder om huvudstaden Rabat. Antalet invånare är 19 089.